# 생존 (2001년 영화)
《생존》(Ganhar a Vida , Get a Life)은 프랑스에서 제작된 조아오 카니조 감독의 2001년 드라마 영화이다. 2001년 칸 영화제의 주목할 만한 시선 부문에서 상영되었다.

## 출연
- 리타 블랑코 - Cidália
- 아드리아노 루즈 - Adelino
- 테레사 마드루가 - Celestina
- 조시 라포소